# Pierce Transit

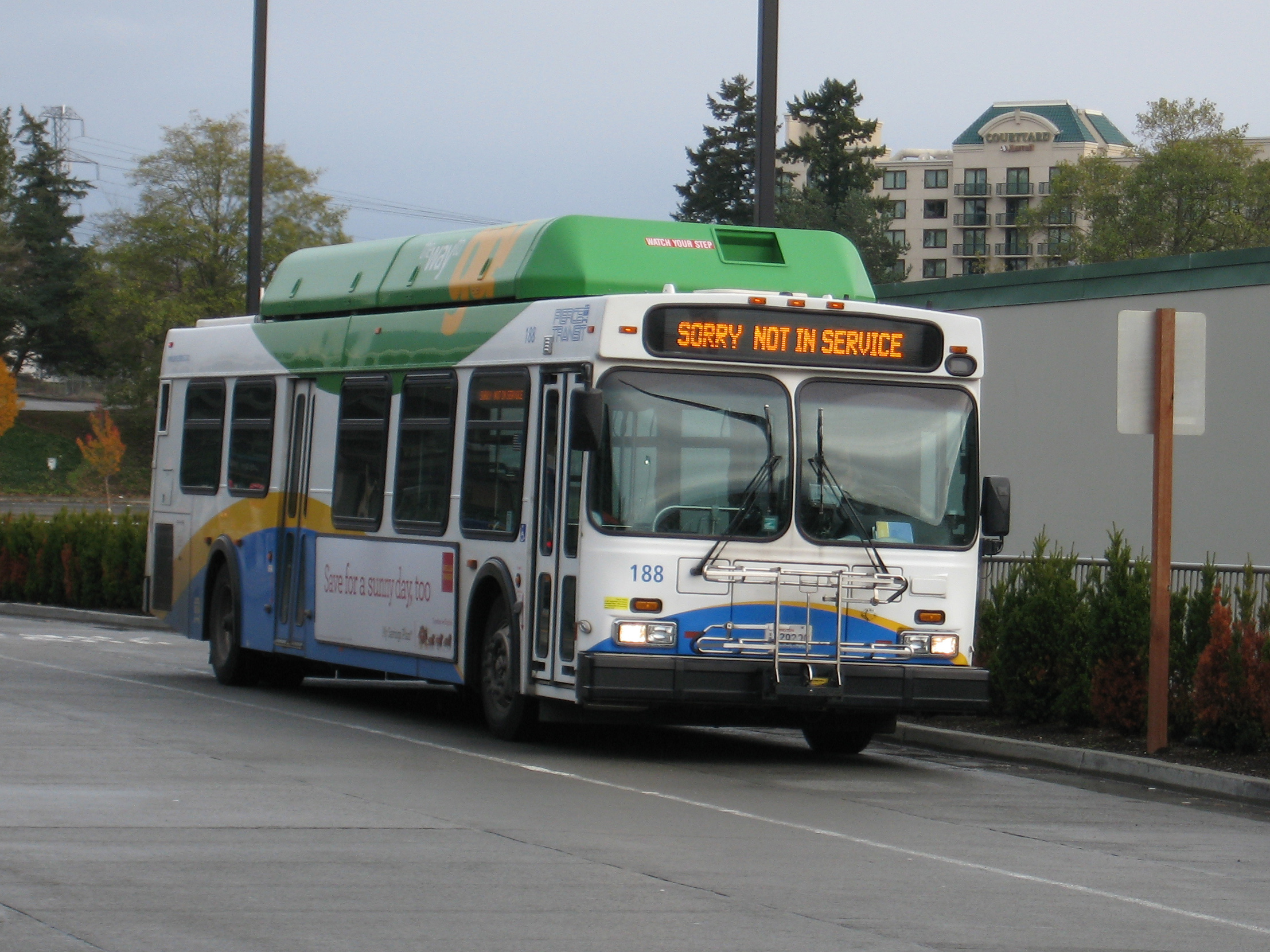
Odstavený New Flyer C40LF.

Pierce Transit, oficiálně Pierce County Public Transportation Benefit Area Corporation, je dopravní podnik okresu Pierce v americkém státě Washington. Byl založen roku 1979 se sídlem ve městě Lakewood a provozuje autobusy, speciální dopravní systém pro invalidy, vanpool a carpool databázi. Na služby dopravního podniku navazují různé okolní regionální dopravní služby, mezi které patří železnice a trajekty.

## Služby
V roce 2009 obsluhoval dopravní podnik oblast o rozloze 1 070 km² s 676 tisíci obyvatel s městy jako Fife, Edgewood, Federal Way, Gig Harbor, Lakewood, Puyallup nebo Tacoma. V roce 2008 podnik zaznamenal 19 milionů cestujících. Podnik provozuje 272 bezbariérových autobusů, 3 300 autobusových zastávek, 626 autobusových zastávek s přístřeškem a 28 parkovišť P+R. Dále provozuje 11 dopravních terminálů a stanic. Kromě autobusů dopravní podnik nabízí expresní dopravu do okolních okresů a pro invalidní cestující, kteří nemohou využít autobusů, také speciální službu zvanou SHUTTLE.

## Organizace
Roku 1979 byla ve volbách schválena 0,3% daň na dotaci systémů veřejné dopravy, načež byla vytvořena společnost Pierce Transit, aby veřejnou dopravu v okrese Pierce spravovala. V roce 2002 byla zrušena daň z použití motorových vozidel, která také ve státě Washington dotovala hromadnou dopravu, ale byla nahrazena další 0,3% daní na dotaci systémů veřejné dopravy. Společnost Pierce Transit řídí devítičlenná rada komisařů, jejíž členové jsou voleni odkudkoli v okrese. Rada komisařů pracuje pod vedením generálního ředitele, kterým je od roku 2021 Mike Griffus. Pět oddělení dopravního podniku zaměstnává 1000 zaměstnanců, z nichž více než polovina pracuje v dopravních operacích.

## Tarif
| Druh                        | Dospělý | Dítě (6–18) | Senior |
| --------------------------- | ------- | ----------- | ------ |
| Místní                      | $2.00   | $0.75       | $0.75  |
| Olympia Express             | $2.50   | $2.50       | $1.25  |
| Měsíční místní              | $72.00  | $27.00      | $27.00 |
| Letní dětská (červen-srpen) | /       | $27.00      | /      |

## Zázemí
Dopravní podnik provozuje 10 dopravních center, kam patří 512 Park and Ride, 72nd Street Transit Center, 10th and Commerce (Downtown Tacoma), Lakewood Transit Center, Lakewood Sounder Station, Parkland Transit Center, South Hill Mall Transit Center, Tacoma Dome Sounder Station, Tacoma Mall Transit Center a TCC Transit Center.
Celkový počet autobusových linek, který podnik provozuje, je 38.

## Vozový park

### Autobusy
|      | Značka    | Model  | Zakoupeno | Stav      | Počet    | Čísla   |
| ---- | --------- | ------ | --------- | --------- | -------- | ------- |
|      | New Flyer | C40LF  | 1998      | ve službě | 45       | 101–145 |
| 2000 | New Flyer | C40LF  | ve službě | 21        | 146–166  |         |
| 2002 | New Flyer | C40LF  | ve službě | 18        | 167*–184 |         |
| 2004 | New Flyer | C40LF  | ve službě | 20        | 185–204  |         |
| 2005 | New Flyer | C40LF  | ve službě | 10        | 205–214  |         |
| 2006 | New Flyer | C40LF  | ve službě | 15        | 215–229  |         |
|      | New Flyer | C40LFR | 2007      | ve službě | 10       | 230–239 |
| 2009 | New Flyer | C40LFR | ve službě | 11        | 240–250  |         |
|      | New Flyer | C30LF  | 2004      | ve službě | 20       | 300–319 |
| 2005 | New Flyer | C30LF  | ve službě | 10        | 320–329  |         |
|      | Orion     | 05.515 | 1996      | vyřazen   | 15       | 828–842 |

### SHUTTLE/Bus Plus
|            | Značka    | Model             | Zakoupeno | Stav      | Počet | Čísla                |
| ---------- | --------- | ----------------- | --------- | --------- | ----- | -------------------- |
| <!– Pic –> | Ford E450 | ?                 | 2004      | ve službě | 49    | 5001–5049            |
|            | Ford E450 | ?                 | 2005      | ve službě | 30    | 5801–5809, 5050–5070 |
| <!– Pic –> | Ford E450 | ?                 | 2006      | ve službě | 5     | 5071–5075            |
|            | Ford E450 | ElDorado Aerotech | 2007      | ve službě | ?     | 5810–5819, 5076–5100 |

### Trajekty
- Steilacoom-Anderson Island Ferry

## Policie
Dopravní podnik má smlouvu s kanceláří šerifa okresu Pierce, která k němu nasadila 7 strážníků na plný úvazek. V roce 2009 se pak dopravní podnik stal prvním v celém státě, který má své vlastní policejní oddělení. Dále na linkách Pierce Transit operuje 10 dopravních strážníků.